# IC 4793
IC 4793 је спирална галаксија у сазвјежђу Паун која се налази на листи објеката дубоког неба у Индекс каталогу.
Деклинација објекта је - 61° 23' 59" а ректасцензија 18h 56m 55,7s. Привидна величина (магнитуда) објекта IC 4793 износи 13,7 а фотографска магнитуда 14,5. IC 4793 је још познат и под ознакама ESO 141-12, IRAS 18523-6127, PGC 62599.